# Akumulator energii kinetycznej

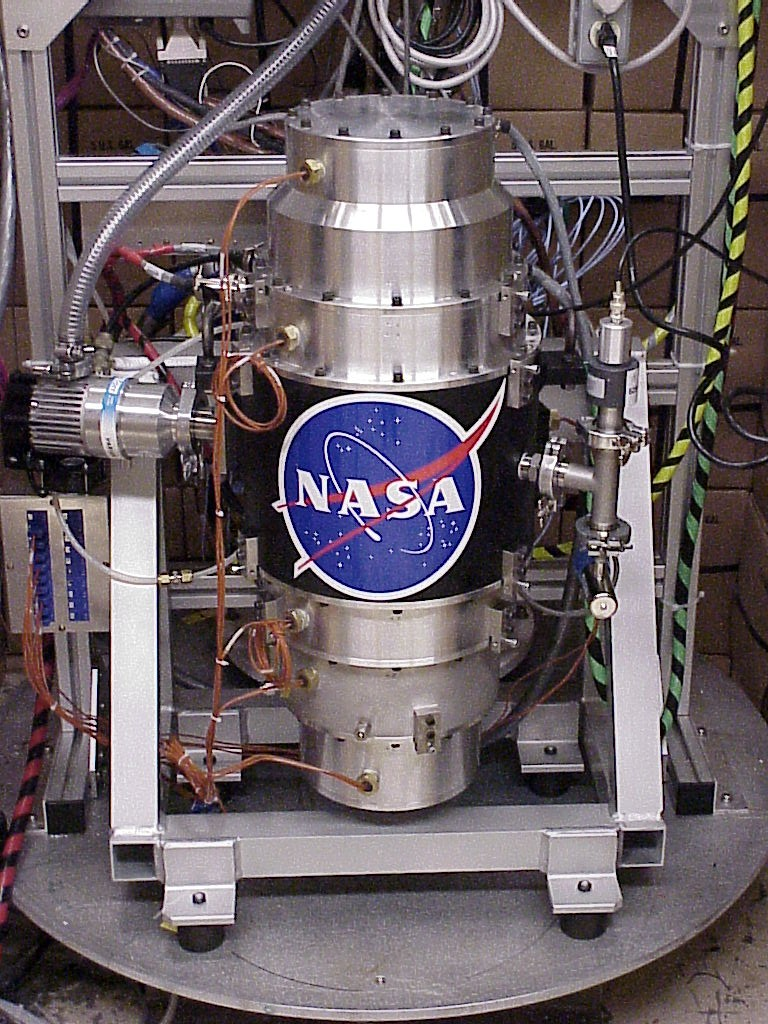
Akumulator energii kinetycznej NASA G2

Akumulator energii kinetycznej – urządzenie do gromadzenia energii kinetycznej. Zasada działania jest zbliżona do koła zamachowego.

## Budowa
Elementem magazynującym energię jest wirujący bezwładnik osiągający prędkości rzędu kilku tysięcy obrotów na minutę. Najczęściej ma on postać koła metalowego.
W niektórych rozwiązaniach, dla zapewnienia małych strat energii stosuje się łożyska magnetyczne lub powietrzne.

### Zastosowania

#### Systemy zasilania gwarantowanego

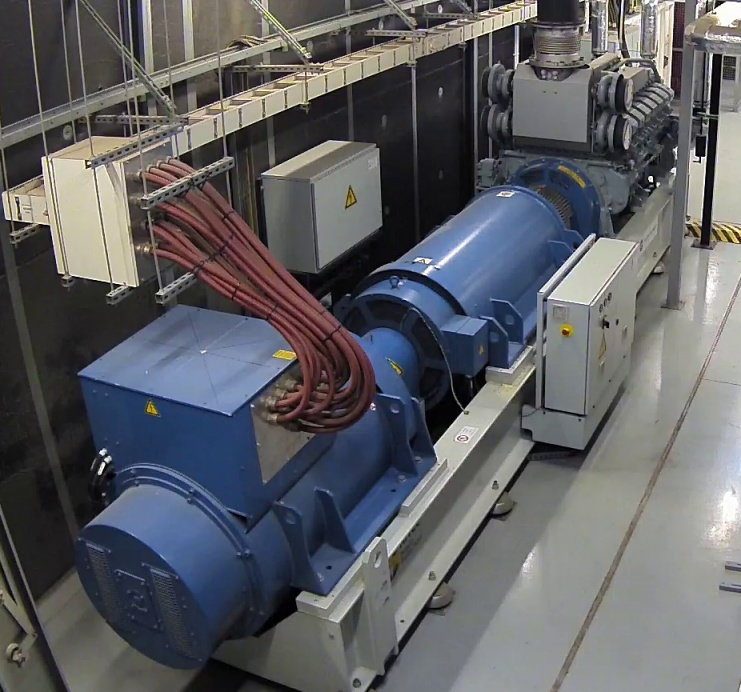
Diesel Rotary Uninterruptible Power Supply

Akumulatory energii kinetycznej stosowane są w systemach zasilania gwarantowanego.
Znajdują one zastosowania zarówno zamiast baterii w standardowych rozwiązaniach UPS (opartych na prostowniku i falowniku), jak również w UPSach dynamicznych opartych na takim zasobniku energii, sprzężonej z nim prądnicy i włączonych w tor prądowy z użyciem dławika – RUPS oraz DRUPS.
Urządzenia RUPS (ang. Rotary Uninterruptible Power Supply) od urządzeń DRUPS (ang. Diesel Rotary Uninterruptible Power Supply) odróżnia wyposażenie tych drugich w silnik spalinowy (sprzęgany mechanicznie z tą samą prądnicą lub posiadający własną prądnicę) celem wydłużenia pracy autonomicznej – energia z zasobnika wirującego wykorzystywana jest do czasu uruchomienia silnika, który następnie korzysta z dużych i dających się uzupełniać w trakcie pracy zasobów energii w postaci oleju napędowego.

#### Transport
W latach 50 XX wieku powstały projekty żyrobusu, kursowały one w Yverdon w Szwajcarii.

#### Sporty motorowe
W 2009 roku w Formule 1 zostały dopuszczone do użytku hamulce rekuperacyjne.

### Wady i zalety
W przeciwieństwie do akumulatorów chemicznych, akumulatory kinetyczne odporne są na wahania temperatur, oraz pozbawione są efektu pamięci.
Akumulator kinetyczny nie sprawdza się w przypadku długotrwałego magazynowania energii.